# オンスロート (競走馬)
オンスロートは、日本の競走馬。南関東でデビューしたのち中央競馬でも活躍し、南関東公営競馬と中央競馬双方において年度代表馬に輝いた。
※以下、馬齢はすべて2000年以前に使用された旧表記（数え年）にて記述する。

## 経歴

### 南関東時代

#### 3歳時の快進撃
かつて大井が豪サラを輸入した際にオパールオーキツトやミツドフアームを購入した八王子牧場場長得居喜一の手により、大井競馬場の抽選馬として見出される。
3歳となった1959年7月に田中九兵衛厩舎からデビューすると、いきなり800mのレコードタイとなる49.2秒の時計で楽勝。2戦目ではレコード更新となる49.1秒、さらに4戦目には自身の記録を大幅に塗り替える48.4秒で駆けてみせるなど、早くもずば抜けた素質を示した。10月にサンセイカツプに敗れてデビュー以来の連勝は7つで止まったが、船橋の重賞・平和賞では同馬に雪辱して重賞制覇。次走の平場戦では3歳馬としては異例の60キロの斤量を背負ったが、これもまったく苦にせず快勝している。
そして、オンスロートは当時の南関東のサラブレッド3歳にとって最大の目標であった全日本三歳優駿へと歩を進める。ここでも向こう正面から早めにスパートをかけると、2着以下の後続馬に15馬身もの大差をつける次元の違う走りでレコード勝ちを果たした。
なお、同競走にはのちに中央競馬で再戦することとなるタカマガハラも出走し3着となっている。

#### 苦戦の春・夏
明けて4歳となったオンスロートは、全日本三歳優駿に引き続き浦和のニューイヤーハンデを大差勝ち。いったん休養に入って春の重賞戦線へと備える。ところが、復帰戦のB級戦でオンスロートは9着と大敗してしまう。もともと爪が脆く強い調教ができなかったこともあり、ここからオンスロートは不調が続くこととなる。次走は同世代が相手に戻った重賞・大井盃だったが、冬の間にメキメキと頭角を現したダイサンコトブキに敗れて3着。古馬のオープン戦でアオヤギホープの2着したのち臨んだ大一番の春の鞍でも、やはりダイサンコトブキとの叩き合いに歯が立たず、2馬身遅れの2着に終わった。古馬重賞への初挑戦となった大井記念でも、いいところがないままエータイムの7着となっている。
再び休養を挟み、8月末の大井開催にてオンスロートは復帰を果たす。ここは準重賞のスプリンターハンデへと出走したが、ここではアングロアラブの怪物センジユが立ちふさがった。オンスロートの48キロに対し49キロの斤量を背負っていたにもかかわらず、センジユはオンスロート相手の叩き合いにまったく譲るところがない。オンスロートからすれば、アングロアラブを相手にアタマ差敗れるという屈辱的な結果となってしまった。

#### 秋の鞍と中央挑戦
9月末の川崎開催のオープン戦で、オンスロートは重賞3勝のユウセイやセンジユを相手にようやく久々の勝ち星を挙げた。10月にはオープン戦でさらに1勝し、オンスロートは全日本三歳優駿以来の本格的な調教を積めるほどの好調で秋の鞍へと出走する。この年の秋の鞍は1着賞金が中央競馬の有馬記念・天皇賞と同額の300万円という高額を誇り、出走メンバーもすでに対戦済みのエータイムやユウセイ、同世代のダイサンコトブキ、サンセイカツプ、オパールオーのみならず、前年の京都記念(春)・日経新春杯勝ち馬フサリユウや1958年の阪神三歳ステークスを制したインターナシヨナルなどが揃う充実の陣容となっている。そんな中でオンスロートはスタート直後から先頭に立つと、そのまま快調に飛ばして見事な逃げ切り勝ちを決めたのだった。この勝利により、オンスロートはこの年から設けられた第1回公営日本一に輝く栄誉に浴している。
5歳となった1961年は4月から始動。大井競馬場で開催された東京オリンピック協賛開催にも出走しているが、ここはオータジマの2着と波乱の結果となっている。そして5月に大井開催でオープン特別を快勝したのを最後に、オンスロートは天皇賞・秋を目指して東京の中村広厩舎へと移籍する。地方競馬時代の通算戦績は27戦17勝であり、またそのほぼ全てのレースで赤間清松騎手が騎乗した。同騎手はオンスロートの中央入りに際して中央の調教師から感想を求められた際、「ダイゴホマレより上」と応えたという。

### 中央競馬時代

#### タカマガハラの逆襲
中央転入後は2戦目のオープン戦で順調に勝ち星を挙げると、目標としていた天皇賞（秋）へと出走する。ここでは逃げるハローモアをじっくりと見ながら道中3番手で競馬を進めたが、直線で南関東時代は圧倒していたはずのタカマガハラに出し抜かれ2着に敗れてしまった。それでも次走の有馬記念ではタカマガハラ、ホマレボシ、シーザー、メジロオーらとともに「五強」の一角に数えられたが、早めに抜け出すホマレボシを捉えられぬまま外から急襲のタカマガハラにも交わされてしまい、僅差の3着に終わっている。

#### 年度代表馬へ
だが6歳となった1962年に、オンスロートは一層の充実振りをみせる。まずは正月の金杯で中央競馬での重賞初勝利を飾り、幸先の良いスタートを決めた。そして天皇賞（春）を目指して関西への遠征を敢行すると、前哨戦のスワンステークスで3着。しかし本番では西の筆頭シーザーを破り、ついに念願の盾を獲得した。
関東に戻って緒戦の東京記念こそ7着と人気を裏切ったが、その後のオンスロートは盤石の強さで連勝を続ける。7月の日本経済賞ではタカマガハラを軽々と退け、秋になってもオープン戦を2連勝。そして前年のリベンジとなった有馬記念では、日本代表としてワシントンDCインターナショナルに出走して帰国したばかりのタカマガハラを1と3/4馬身差で下し、グランプリ制覇を達成した。この活躍により、オンスロートは啓衆社賞年度代表馬に選出されている。

### 引退
7歳となった1963年、オンスロートは出走を予定していたアルゼンチンジョッキークラブカップを脚部不安で取り消している。すでに十分な戦績を残していたこともあって現役継続ではなく種牡馬入りを目指すこととなったが、日本軽種馬協会から提示された金額はタカマガハラの半額の300万円と低額であり、私有での種牡馬入り先を模索する。だが同年春には厩務員のストライキにより厩舎の環境が悪化したこともあって、オンスロートはいったん古巣・大井へ移籍し、同競馬場の馬房でしばしの休息を過ごした。もっとも南関東での出走はなく、同年秋には旭川で種牡馬入り先が見つかったことから正式に競走登録を抹消している。

## 種牡馬として
繋養地の悪さに加え、同期の馬がそうであった様に内国産種牡馬冷遇時代真っ只中だったため、目立った産駒は出せなかった。南関東で活躍し種牡馬となったナスノダンデーの祖母の父に名を残す程度である。

## 競走成績
- 1959年（12戦11勝）
  - 全日本3歳優駿、平和賞
- 1960年（12戦4勝）公営日本一
  - 秋の鞍、ニューイヤーハンデ。2着 - 春の鞍
- 1961年（7戦3勝）
  - 2着 - 天皇賞（秋）、3着 - 有馬記念
- 1962年（10戦8勝）啓衆社賞年度代表馬、最優秀古馬牡馬
  - 有馬記念、天皇賞（春）、日本経済賞、金杯（中山競馬場）

## 血統表
| オンスロートの血統(マンナ系 / Gainsborough5×4=9.38%、Swynford5×5=6.25%(父内)) | オンスロートの血統(マンナ系 / Gainsborough5×4=9.38%、Swynford5×5=6.25%(父内)) | オンスロートの血統(マンナ系 / Gainsborough5×4=9.38%、Swynford5×5=6.25%(父内)) | （血統表の出典）   | （血統表の出典） |
| 父 カネリユー 1951 鹿毛                                                       | 父の父ミルトン 1936 鹿毛                                                      | Miracle                                                                       | Manna              | Manna            |
| 父 カネリユー 1951 鹿毛                                                       | 父の父ミルトン 1936 鹿毛                                                      | Miracle                                                                       | Brodick Bay        |                  |
| 父 カネリユー 1951 鹿毛                                                       | 父の父ミルトン 1936 鹿毛                                                      | *シガアナ Cigana                                                              | Solario            | Solario          |
| 父 カネリユー 1951 鹿毛                                                       | 父の父ミルトン 1936 鹿毛                                                      | *シガアナ Cigana                                                              | Granada            |                  |
| 父 カネリユー 1951 鹿毛                                                       | 父の母神鈴 1939 鹿毛                                                          | *プリメロ Primero                                                             | Blandford          | Blandford        |
| 父 カネリユー 1951 鹿毛                                                       | 父の母神鈴 1939 鹿毛                                                          | *プリメロ Primero                                                             | Athasi             |                  |
| 父 カネリユー 1951 鹿毛                                                       | 父の母神鈴 1939 鹿毛                                                          | *スリリング Thrilling                                                         | Theo Bold          | Theo Bold        |
| 父 カネリユー 1951 鹿毛                                                       | 父の母神鈴 1939 鹿毛                                                          | *スリリング Thrilling                                                         | Ling               |                  |
| 母 ヤハギ 1951 鹿毛                                                           | 母の父クモハタ 1936 栗毛                                                      | *トウルヌソル Tournesol                                                       | Gainsborough       | Gainsborough     |
| 母 ヤハギ 1951 鹿毛                                                           | 母の父クモハタ 1936 栗毛                                                      | *トウルヌソル Tournesol                                                       | Soliste            |                  |
| 母 ヤハギ 1951 鹿毛                                                           | 母の父クモハタ 1936 栗毛                                                      | *星旗 Fairy Maiden                                                            | Gnome              | Gnome            |
| 母 ヤハギ 1951 鹿毛                                                           | 母の父クモハタ 1936 栗毛                                                      | *星旗 Fairy Maiden                                                            | Tuscan Maiden      |                  |
| 母 ヤハギ 1951 鹿毛                                                           | 母の母ウメヨシ 1943 鹿毛                                                      | ハクリユウ                                                                    | ラシデヤー         | ラシデヤー       |
| 母 ヤハギ 1951 鹿毛                                                           | 母の母ウメヨシ 1943 鹿毛                                                      | ハクリユウ                                                                    | フロリスト         |                  |
| 母 ヤハギ 1951 鹿毛                                                           | 母の母ウメヨシ 1943 鹿毛                                                      | 第二梅春                                                                      | *ペリオン          | *ペリオン        |
| 母 ヤハギ 1951 鹿毛                                                           | 母の母ウメヨシ 1943 鹿毛                                                      | 第二梅春                                                                      | *ウメハル F-No.2-d |                  |

- 父のカネリユーは重賞勝利は無かったがレコードタイムを2つ持つ馬で、後にカネケヤキを送り出した。
- 母ヤハギは1勝馬で、その半妹バイホウは東京障害特別優勝馬、同じく半妹リユウゲツは京都大障害の優勝馬という障害血統であった。